# Kalettomanjärvi (sjö i Norra Österbotten)
Kalettomanjärvi är en sjö i Finland. Den ligger i kommunen Muhos i landskapet Norra Österbotten, i den centrala delen av landet, 500 km norr om huvudstaden Helsingfors. Kalettomanjärvi ligger 107 meter över havet. Arean är 32,5 hektar och strandlinjen är 2,5 kilometer lång. Sjön  ingår i Uleälvens huvudavrinningsområde.   I omgivningarna runt Kalettomanjärvi växer i huvudsak blandskog.